# Scythris divaricata
Scythris divaricata is een vlinder uit de familie van de dikkopmotten (Scythrididae). De wetenschappelijke naam van de soort is voor het eerst geldig gepubliceerd in 1923 door Annette F. Braun.